# Bergader Privatkäserei

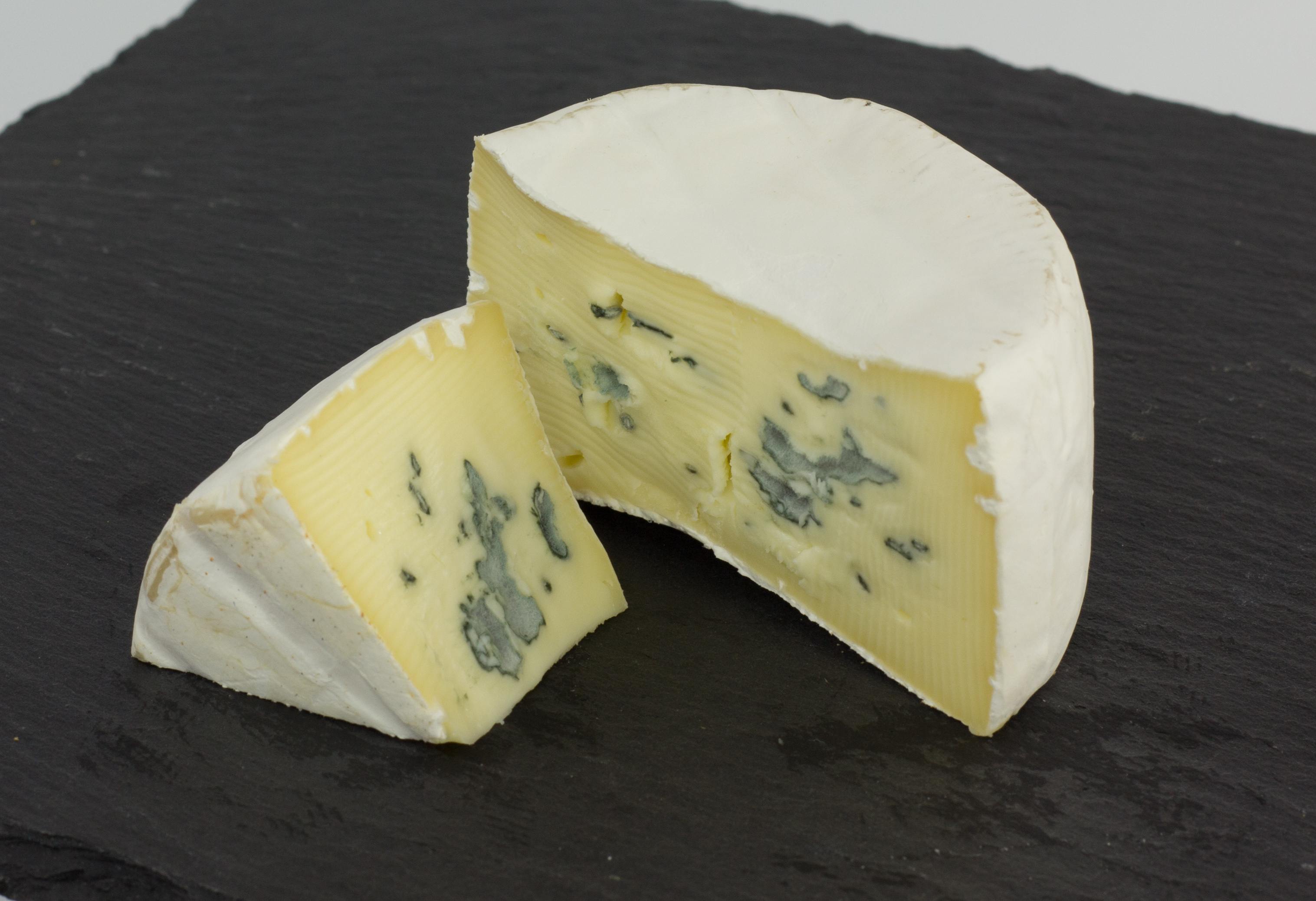
Ser Bavaria blu

Bergader Privatkäserei GmbH – niemieckie rodzinne przedsiębiorstwo przemysłu spożywczego z siedzibą w Waging am See w Bawarii.
Założona w 1902 przez Basila Weixera firma koncentruje się przede wszystkim na produkcji serów. Jest wiodącym niemieckim producentem sera typu pleśniowego (blue) i jego eksporterem. Największe rynki eksportowe dla firmy to Włochy, Hiszpania i Francja. Produkty firmy obecne są też na rynku polskim.
Mleko wykorzystywane przez Bergader Privatkäserei pochodzi z około 1850 gospodarstw zlokalizowanych u podnóża Alp. Z uwagi na wysokość i strome stoki, gospodarstwa te prowadzą produkcję w stosunkowo trudnych warunkach. 
Marki produkowanego przez przedsiębiorstwo sera to: Bavaria Blu, Bergader Edelpilz, Basils Original Rauchkäse, Bergader Almkäse, Bonifaz, Bergader Bergbauern, Biarom i Bianco. Produkty firmy otrzymywały różnego rodzaju nagrody, m.in. Goldener Zuckerhut w 1979, Bayerns best 50 w latach 2010-2013, czy DLG-Preis für langjährige Produktqualität w 2014.